# 上野健
上野 健（うえの けん、1989年7月5日 - ）は、日本の俳優。フリーランス。身長178cm。体重59kg。足25.5cm。C:88,W:73,H:88。2021年1月よりSKYWAVE FM開局以来毎週火曜日にメインパーソナリティ番組『上野健の-K-loverコーデ』を持つ。ダンスボーカルユニット「うたかた」のメンバーでもある。担当カラーは白。2022年12月にうたかたは解散。2023年3月からはうたかたのメンバーでもあったメンズ3人で「たった2％でも還元できるなら」通称ニパナラとしてTikTokユニットを結成していた。
2024年11月をもって表活動の引退を発表している。

## 人物
生まれは徳島県。成蹊大学現代社会学科卒業。元ウェディングプランナーの経歴を持つ。高校生の頃からダンスを始め、大学の頃もダンスサークルに所属していた。
小学生の頃からジュビロ磐田のサポーターである。尊敬する人物はダンス&ボーカルユニットのw-inds.であると公言している。SUPER BEAVER 柳沢亮太とは従兄弟関係。
好きな色は水色、ピンク、白、青。
2021年2月には初の脚本・演出・プロデュース作品 -K-lover phrase vol.1『Liqueur』を開催した。全9公演満席の公演となった。
2021年3月末日をもって6年所属していたマナセプロダクションを退所。
2021年7月のプロデュース作品-K-lover phrase vol.2『イニシャル』も全公演完売。

## 出演

### 舞台
- 「野中UA」(2015年1月) - 寺田恭平役
- 「All Alone With You」(2015年3月) - 蒼役
- 「炎男～ファイヤーガイズ～公演　Vol.4 「オサエロ」(2015年8月) - 岡本昭二役
- HYBRID PROJECT アトリエ公演　 3rd satellite「十二夜」(2015年11月) - ヴァレンタイン役
- モーションロックオペラ「Life pathfinder2016 in catastrophe」(2016年7月) - ベリータ役
- 音楽劇「赤毛のアン」(2016年10月) - フレッド役他
- NEXT1 produce vol.1〜「NEXT1」(2017年3月)
- HYBRID PROJECT Vol.16 「さよならヨールプッキ」(2017年9月)
- 演劇ユニット【爆走おとな小学生】第五回全校集会  「勇者セイヤンの物語（仮）」(2017年11月) - 兵士3役
- 「Living of the Dead」(2018年2月〜3月) - 主演:鹿羽恭弥役
- ミュージカル座4月公演 「タイム･フライズ」(2018年4月) - 木辺役
- 演劇ユニット【爆走おとな小学生】第七回全校集会 「勇者セイヤンの物語〜ノストラダム男の大予言〜」(2018年7月) - フシギノスケ役
- こちらスーパーうさぎ帝国 第26回公演 「クリームソーダ」(2019年2月) - 主演:三木修平役
- 「『FLAME』〜ホシの導きとトキの哀しみ〜」(2019年3月) - ガマズミ役
- PXXCE MAKER'「BABY」(2019年6月) - 権堂トシミツ役
- 「ブラックorホワイト？　あなたの上司、訴えます！」(2019年8月〜9月 新橋演舞場他全6都市公演) - 原口翔汰役
- 劇団皇帝ケチャップ第9回本公演 「何も変わらない今日という日の始まりに」(2019年12月) - 関浩役
- SFIDA ENTERTAINMENT プロデュース公演vol.5「愛はお金で買えますか？ 〜赤い靴と白い王子編〜」(2020年2月〜3月) - 主演:及川悠太役
- SFIDA ENTERTAINMENT プロデュース公演vol.6「死刑島」(2020年3月) - 主演　※新型コロナウィルスの影響により中止
- 「Three Kingdoms 2020〜蜀国編〜」(2020年6月)  - 献帝役
- 「Les Misérables~惨めなる人々~」(2020年8月)  - アンジョルラス役
- 「Three Kingdoms 2020〜赤壁・合戦編〜」(2020年11月 シアター1010)  - 献帝役
- -K-lover phrase vol.1「Liqueur」(2021年2月)  - 初脚本演出プロデュース作品
- 劇団皇帝ケチャップ第11回本公演 「セーブポイントからもう一度」(2021年5月) - 天城尊役
- -K-lover phrase vol.2「イニシャル」(2021年7月)  - 脚本演出プロデュース作品
- イベント企画oz vol.10 「クリームソーダ」(2021年9月〜10月) - 主演:三木修平役
- kys STUDIO TOKYO 旗揚げ公演「ふろあがり」(2021年10月)  - 脚本・演出として参加
- 劇団VS. 「The Queen of OZ」(2021年12月) - ブリキ役
- 「Les Misérables~惨めなる人々~」(2022年5月)  - コンブフェール役
- 「星空レシピ」(2022年6月) - 伊藤勇一役
- kys STUDIO TOKYO Vol.2「クローゼット」(2022年7月)  - 脚本・演出として参加
- 「戦国NEO原∞」(2023年1月)  - 主演：ヒデヨシ役　(六行会ホール)
- -K-lover phrase vol.3「イクツノコトノハ」(2023年9月)  - 脚本演出プロデュース作品
- 劇団皇帝ケチャップ「私の娘でいて欲しい」（2023年11月）[1]
- -K-lover phrase vol.4「クローゼット [closet × closed]」(2024年10月)  - 脚本演出プロデュース作品

### ラジオ
- SKYWAVE FM (89.2MHz)「上野健の-K-loverコーデ」(2021年1月〜毎週火曜日23:00〜23:59)

### 曲
- うたかた1stシングル「Until」(2021年9月）
- うたかた2ndシングル「You & I -ゆえない-」(2021年12月）作詞も担当。
- うたかた3rdシングル「ハズレくじ」(2022年5月）

### ドラマ
- 連続ドラマW「夢を与える」第3話(2015年5月)
- 水曜ミステリー9　今野敏サスペンス　「ビート　警視庁強行犯　樋口顕」(2015年8月26日) - サトル役

### 映画
- 「終わらなかった世界のために」(2018年11月)

### その他
- 雑誌「モノ・マガジン」(2014年7月)
- MV SUPER BEAVER 「らしさ」(2014年9月)
- MV SUPER BEAVER 「証明」(2015年4月)
- cm「NTT Communications 未来動画」(2016年11月)
- MV Blumio「Uniqro」(2017年8月)
- モデル「メンズファッションタウン」(2018年2月)
- cm 東急電鉄「のるるん体操」(2018年5月)
- MC 橋本真一ソロライブ「S-LIVE vol.1」(2018年9月)
- MC 「国連クラシックライブ協会クリスマスコンサート」(2018年12月)
- cm「マーケロボ デジタル営業革命」(2019年5月)
- 雑誌「本当にあった笑える話pinky」(2020年6月)  - 「内藤みかの求めよ！さらばイケメン与えられん」のコーナーにインタビューと共に掲載